# Однофамилец (фильм)
«Однофамилец» — двухсерийный телефильм режиссёра Ольгерда Воронцова, остросоциальная производственная драма, поставленная по одноимённой повести Даниила Гранина.

## Сюжет
Начальник СМУ Павел Кузьмин (Георгий Жжёнов), проходя по набережной мимо здания Дома Учёных в Ленинграде, где открывается научная конференция математиков, мельком в окне видит свою давнишнюю знакомую, Алю Лазареву (Алла Покровская). Погружённый в воспоминания, он нерешительно заходит в здание и совершенно неожиданно для себя обнаруживает в списке делегатов форума свою фамилию — приписанную от руки в самом конце перечня. После недолгих колебаний Кузьмин пользуется этим и поднимается наверх, где идут секционные заседания.
На первый взгляд, Павел Витальевич здесь совершенно чужой. Ему, инженеру-производственнику, казалось бы, совершенно чужды высокие материи формул; один из его подчинённых (Игорь Янковский), оказавшийся соискателем учёной степени и сопровождающий на конференции своего научного руководителя, свысока бросает на эту тему совершенно недвусмысленные намёки.
Привлечённый тематикой одной из секций, Кузьмин заглядывает в аудиторию, где застаёт концовку доклада молодого перспективного учёного из Узбекистана (Максуд Мансуров), который разработал революционный способ решения линейных систем, способный решительно упростить расчёты новых космических технологий. Доклад вызывает огромный интерес присутствующих, учёные круги активно и очень заинтересованно обсуждают результаты. Но автор многократно подчёркивает — все его новаторские разработки основаны на никому не известном «уравнении Кузьмина» 30-летней давности, которое молодой учёный случайно обнаружил в давней публикации «Трудов Ленинградского политехнического института».
После нескольких реплик Кузьмина зрителю становится ясно, что Павел Витальевич и есть «тот самый Кузьмин». Оказывается, много лет назад он был талантливым студентом-математиком, но в какой-то момент бросил всё и уехал работать на производство в Сибирь. И вот теперь перед Кузьминым открываются блестящие перспективы, бывшие коллеги предлагают ему вернуться в науку. Сейчас всем очевидно — уравнение Кузьмина это «минимум докторская без защиты», по совокупности научных трудов, одной этой старинной статьи хватит за глаза.
Постепенно перед зрителем разворачивается история тех событий. Мощной атакой не вполне справедливой критики многообещающая карьера молодого талантливого учёного была фактически разрушена — он оказался пешкой в чужой игре, побочной, почти случайной жертвой принципиального столкновения лидеров учёного мира — академика Лаптева (Ростислав Плятт) и профессора Лазарева, научного руководителя студента Кузьмина, отца Али. Теперь, спустя много лет, Павел Кузьмин возвращается к тем событиям и людям, по чьей вине была так жёстко перекроена его жизнь…

## В ролях
- Георгий Жжёнов — Павел Витальевич Кузьмин, начальник СМУ
- Алла Покровская — Валентина Львовна (Аля) Лазарева, доцент, член оргкомитета конференции
- Ростислав Плятт — Алексей Владимирович Лаптев, учёный-математик, академик, лауреат Ленинской премии, делегат конференции
- Анатолий Ромашин — Василий Корольков («Васька Дудка»), профессор, однокашник Кузьмина и муж Али Лазаревой
- Игорь Янковский — Саша Зубаткин («Сандрич»), сотрудник СМУ, соискатель-математик, делегат конференции (озвучивает Юрий Демич)
- Джемал Мониава — Виктор Анчабадзе, приятель Зубаткина, делегат конференции
- Максуд Мансуров — Нурматов, автор доклада о «методе Кузьмина», делегат конференции
- Эрнст Романов — Ришар, французский математик, делегат конференции
- Александр Момбели — Пётр Ярцев, математик, директор института, делегат конференции
- Ефим Байковский — делегат конференции (озвучивает Всеволод Ларионов)
- Ирина Магуто — администратор конференции
- Роман Громадский — инженер-строитель
- Вадим Яковлев — Голубев, бригадир СМУ
- Сергей Пижель — рабочий

## Съёмочная группа
- Автор сценария: Даниил Гранин
- Режиссёр-постановщик: Ольгерд Воронцов
- Оператор-постановщик: Борис Шапиро
- Художник-постановщик: Юрий Истратов
- Композитор: Евгений Крылатов

## Художественные особенности
Сценарий к фильму написан Даниилом Граниным по мотивам его же одноимённой повести. Как и в большинстве произведений Гранина, в центре повествования учёный, который своим талантом выделился из окружающей массы.

## Критика
…Кинокартина привлекает жизненностью, непридуманностью нравственной проблематики, которая просматривается сквозь оболочку нехитрого сюжета. И хотя необходимые авторам стечения обстоятельств грешат излишней выстроенностью, они все-таки подчинены главному – раскрытию духовного мира человека в его реальных связях с жизнью общества… В «Однофамильце» кульминация нравственного испытания, пережитого героем, остается в первой половине фильма; в дальнейшем напряжение мысли ослабевает, а соответственно и интерес зрителя… Тяга к многосерийности, искусственное «растягивание» сюжета, который наверняка выиграл бы при более лаконичном драматургическом решении, – еще одна беда нашего телекино.— Плахов А. Злободневность и ее видимость: У телеэкрана // Правда. 1979. 23 сент.